# Dresdner Kanne
Die Dresdner Kanne war ein Flüssigkeitsmaß, das in der Region Dresden Verwendung fand.
Es galten folgende Umrechnungen:
- 1 Dresdner Kanne = 0,935588 Liter
- 47,165 Pariser Kubikzoll = 71,186 Dresdner Kubikzoll
- 9 Dresdner Kannen = 7 Leipziger Schenkkannen
- 1 Dresdner Kanne = 2 Rößel = 8 Schenkmaß
- 1 Dresdner Eimer = 48 Visierkannen = 72 Dresdner Kannen
- 1 Hüttenkanne = 9 Dresdner Kannen
- 1 Schockkanne = 60 Dresdner Kannen

Im Erzgebirge setzte man eine Kanne der Region mit anderthalb Dresdner Kannen gleich. Da auch die Leipziger Kanne in Dresden galt, man bezeichnete sie mit Leipzig-Dresdner Kanne, standen viele Maße so zueinander:
- 1 Leipziger Kanne = 0,93393 Liter
- 1 Leipziger Visierkanne = 1,4044 Liter
- 1 Leipziger Schenkkanne = 1,204 Liter
- 1 Ohm = 2 Eimer = 4 Anker = 27 Visierkannen = 32 Schenkkannen = 31 ½ Leipziger Kannen = 36 Dresdner Kannen